# Ligne 11 du métro de Nankin
 (décembre 2021).
Si vous disposez d'ouvrages ou d'articles de référence ou si vous connaissez des sites web de qualité traitant du thème abordé ici, merci de compléter l'article en donnant les références utiles à sa vérifiabilité et en les liant à la section « Notes et références ».
La ligne 11 du métro de Nankin (chinois traditionnel : 南京地鐵十一號線 ; chinois simplifié : 南京地铁十一号线)  est une ligne qui est en construction du métro de Nankin. C'est une ligne sud-nord qui relie le district de Pukou avec le district de Pukou au sud. De Rue Puzhou à Maluowei, la ligne comporte 20 stations et 26,7 km en longueur.

## Histoire
| Section    | Section  | Date d'ouverture | Longueur km | Stations |
| ---------- | -------- | ---------------- | ----------- | -------- |
| Rue Puzhou | Maluowei |                  | 26.7        | 20       |

## Caractéristiques

### Liste des stations
| Services                      | Nom de station                               | Nom de station | Nom de station                          | Connexions      | Positionne à |
| Services                      | Français                                     | Chinois        | Anglais                                 | Connexions      | Positionne à |
| ----------------------------- | -------------------------------------------- | -------------- | --------------------------------------- | --------------- | ------------ |
| Prolongement Nord (en projet) |                                              |                |                                         |                 |              |
| 11-1                          | Getang                                       | 葛塘           | Getang                                  | Ligne S8        |              |
| 11-2                          | Rue Pingdingshan                             | 平頂山路       | Pingdingshanlu (Pingdingshan Road)      |                 |              |
| 11-3                          | Rue Yangcun                                  | 楊村路         | Yangcunlu (Yangcun Road)                |                 |              |
| 11-4                          | Montagne Taizi                               | 太子山         | Taizishan (Taizi Mountain)              |                 |              |
| 11-5                          | Parc Jiulong                                 | 九龍公園       | Jiulong Park                            |                 |              |
| 11-6                          | Huangjiazhou                                 | 黃家洲         | Huangjiazhou                            |                 |              |
| 11-7                          | Xinhua                                       | 新化           | Xinhua                                  | Ligne S4        |              |
| Voie mère (en construction)   |                                              |                |                                         |                 |              |
| 11-8                          | Rue Puzhou                                   | 浦洲路         | Puzhoulu (Puzhou Road)                  |                 |              |
| 11-9                          | Rue Liuzhou Est                              | 柳洲東路       | Liuzhoudonglu (Liuzhou East Road)       | Ligne3          |              |
| 11-10                         | Rue Nanpu                                    | 南浦路         | Nanpulu (Nanpu Road)                    |                 |              |
| 11-11                         | Pont du Yangtsé-Nord                         | 長江大橋北     | Changjiangdaqiaobei                     | Ligne S8        |              |
| 11-12                         | Rue Liuzhou                                  | 柳洲路         | Liuzhoulu (Liuzhou Road)                |                 |              |
| 11-13                         | Rue Pudong                                   | 浦東路         | Pudonglu (Pudong Road)                  | Ligne15         |              |
| 11-14                         | Rue Xinma                                    | 新馬路         | Xinmalu (Xinma Road)                    |                 |              |
| 11-15                         |                                              | 南京鐵道學院   | Nanjing Institute of Railway Technology | Ligne18         |              |
| 11-16                         | Rue Shangwu Est                              | 商務東街       | Shangwudongjie (Shangwu East Street)    |                 |              |
| 11-17                         | Quartier Central des Affaires                | 中央商務區     | Central Business District               | Ligne4・Ligne13 |              |
| 11-18                         | Rivière Qili Est                             | 七里河東       | Qilihedong (Qilihe East Street)         |                 |              |
| 11-19                         | Rivière Qili Ouest                           | 七里河西       | Qilihexi (Qilihe West Street)           |                 |              |
| 11-20                         | Institut Technologique Ferroviaire de Nankin | 浦口萬匯城     | Pukouwanhuicheng                        | Ligne10         |              |
| 11-21                         | Boulevard Senlin                             | 森林大道       | Senlindadao (Senlin Avenue)             |                 |              |
| 11-22                         | Zhujiang Sud                                 | 珠江南         | Zhujiangnan (Jujiang South)             |                 |              |
| 11-23                         | Rue Miaodong                                 | 廟東路         | Miaodonglu (Miaodong Road)              | Ligne17         |              |
| 11-24                         | Rue Xingzhi                                  | 行知路         | Xintinglu (Xingting Road)               |                 |              |
| 11-25                         | Lushuiwan                                    | 綠水灣         | Lvshuiwan                               | Ligne15         |              |
| 11-26                         | Parc Shitang                                 | 石塘公園       | Shitanggongyuan (Shitang Park)          |                 |              |
| 11-27                         | Maluowei                                     | 馬騾圩         | Maluowei                                | LigneS3         |              |